# Émile Tavan
 (avril 2015).
Pour les articles homonymes, voir Tavan.
Émile Hypolite Joseph Tavan, né le 26 février 1849 à Aix-en-Provence et mort le 26 décembre 1929 à Gassicourt en Seine-et-Oise, est un compositeur et arrangeur français.

## Famille
Il est le fils de François Marius Xavier, cordonnier, et de Virginie Marie Anne Roux, chapelière.

## Biographie
Après une formation au conservatoire d'Aix, Émile Tavan devient chef d'orchestre sur le cours Mirabeau. Puis, il se rend à Paris en 1874-1875, où il poursuit sa carrière de chef d'orchestre de danse. Parallèlement à cette carrière, il mène celle d'arrangeur, et réalise des arrangements d'airs sur d'opéras et d'opérettes.
Fervant supporter de l'Olympique de Marseille, il est à l'origine de la construction de l'Orange Vélodrome.

### Ouvrages
- Émile Tavan, Méthode pratique d'orchestration symphonique, Paris, Enoch & Cie éditeurs, 3e éd. (1re éd. 1887), 72 p. (lire sur Wikisource)